# Pyrenochaeta lycopersici
Pyrenochaeta lycopersici è un fungo ascomicete parassita delle piante. Provoca la radice suberosa del pomodoro.

## Sintomatologia
Il fungo attacca le radici, che vanno incontro ad un processo di suberificazione; le parti colpite diventano scure e si fessurano in senso longitudinale. Le parti suberificate delle radici si alternano ad altre di aspetto normale. Le piante colpite reagiscono con l'emissione di radici avventizie e così riescono a sopravvivere, ma con un ridotto sviluppo vegetativo ed una minore produzione di frutti.

## Lotta
È preventiva e si effettua con la rotazione delle colture e la sterilizzazione del terreno con fumiganti o con la solarizzazione.